# Gnomeu e Julieta
Gnomeu e Julieta é um filme animado por computador, baseado na peça de William Shakespeare Romeu e Julieta. O filme foi dirigido por Kelly Asbury, diretor de Shrek 2 e Spirit: Stallion of the Cimarron, e os dois personagens principais foram dublados por James McAvoy e Emily Blunt. O filme foi lançado em 11 de fevereiro de 2011 nos Estados Unidos, em 4 de março de 2011 no Brasil e no dia 17 de março de 2011 em Portugal.

## Sinopse
Gnomeu (James McAvoy) e Julieta (Emily Blunt) são anões de jardim cujas famílias são vizinhas e rivais. Um dia eles se apaixonam, para desgosto dos familiares. Para ficarem juntos, eles precisarão enfrentar diversos obstáculos..

## Elenco
| Personagem                                                  | Voz Original     | Dublagem Brasileira                              | Dobragem Portuguesa |
| ----------------------------------------------------------- | ---------------- | ------------------------------------------------ | ------------------- |
| Gnomeo (bra/pt: Gnomeu)                                     | James McAvoy     | Daniel de Oliveira Fabrício Vila Verde (Disney+) | João Manzarra       |
| Juliet (bra/pt: Julieta)                                    | Emily Blunt      | Vanessa Giácomo Jullie (Disney+)                 | Cláudia Vieira      |
| Nannette                                                    | Ashley Jensen    | Ingrid Guimarães Izabel Lira (Disney+)           | Ana Bola            |
| Benny                                                       | Matt Lucas       | Manolo Rey                                       | Bruno Ferreira      |
| Featherstone (bra: Penaldinho / pt: Penapomes)              | Jim Cummings     | Fernando Mendonça                                | António Machado     |
| Lord Redbrick (bra: Lorde Tijolinho / pt: Lorde Vermelhudo) | Michael Caine    | Carlos Gesteira                                  | Sérgio Godinho      |
| Lady Bluebury (bra: Lady Azulejo / pt: Madame Azuleida)     | Maggie Smith     | Carla Pompílio                                   | Ermelinda Duarte    |
| Tybalt (bra: Tebaldo)                                       | Jason Statham    | Eduardo Borgerth                                 | João Ricardo        |
| Fawn (pt: Corça)                                            | Ozzy Osbourne    | Marcelo Sandryni                                 | Fernando Ferrão     |
| Sra. Montague                                               | Julie Walters    | Nádia Carvalho                                   | Simone de Oliveira  |
| Sr. Capuleto                                                | Richard Wilson   | Reinaldo Pimenta                                 | Rui Mendes          |
| Paris                                                       | Stephen Merchant | Claudio Galvan                                   | Carlos Araújo       |
| Estátua de Shakespeare                                      | Patrick Stewart  | Mauro Ramos                                      | Ricardo Carriço     |

Créditos da dobragem portuguesa:
- Estúdio de Som: On Air
- Direção de Atores: Cláudia Cadima
- Tradução e Adaptação: Cláudia Cadima
- Direção Musical: Pedro Gonçalves
- Vozes adicionais: Carolina Sales, Cláudia Cadima, Francisco Areosa, Isabel Ribas, José Nobre, Martinho Silva, Peter Michael

- Canções: Ana Vieira (cantora principal); Henrique Feist (cantor principal); Isabel Jacobetty, Raquel Alão, Sérgio Peixoto (coro musical)